# Trichia caelata
Trichia caelata é uma espécie de gastrópode da família Hygromiidae.
É endémica de Suíça.